# Nomada guttulata
Nomada guttulata là một loài Hymenoptera trong họ Apidae. Loài này được Schenck mô tả khoa học năm 1861.